# ويليام باول (لاعب كرة قدم)
ويليام باول (بالإنجليزية: William Paul)‏ هو لاعب كرة قدم بريطاني (وحمل سابقاً جنسية المملكة المتحدة لبريطانيا العظمى وأيرلندا) في مركز الهجوم، ولد في 11 ديسمبر 1869 في غلاسكو في المملكة المتحدة، وتوفي في 23 أكتوبر 1911. شارك مع منتخب اسكتلندا لكرة القدم. أما مع النوادي، فقد لعب مع نادي بارتيك ثيسل.

## وصلات خارجية
- ويليام باول على موقع الاتحاد الإسكتلندي (الإنجليزية)